# Hesperosaurus
 Hesperosaurus  ist eine Gattung der schildtragenden Dinosaurier (Thyreophora) in der Gruppe der Stegosauria aus dem Oberjura von Nordamerika (163,5 bis 157,3 mya).

## Merkmale
Hesperosaurus erreichte eine geschätzte Länge von 6,5 Metern und ein Gewicht von 3,5 Tonnen. Wie alle Stegosaurier hatte er eine Doppelreihe von Knochenplatten (Osteodermen) entlang des Rückens. Diese Knochenplatten waren, verglichen mit denen von Stegosaurus, langgestreckter und oval. An der Schwanzspitze trug er zwei Paar langer, spitzer Stacheln. Die Gliedmaßen dieses Dinosauriers sind nicht bekannt, der Schädel war etwas kürzer und breiter als der anderer Stegosaurier. Wie alle Stegosaurier hatte Hesperosaurus kleine, an eine pflanzliche Nahrung angepasste Zähne.

## Entdeckung und Benennung
Fossilien von Hesperosaurus wurden in der Morrison-Formation im US-Bundesstaat Wyoming gefunden und 2001 von Kenneth Carpenter et al. erstmals beschrieben. Es handelt sich um einen vollständigen Schädel (Cranium) und den Großteil des Körperskeletts (Postcranium) eines Individuums, lediglich Gliedmaßen und Schulterblätter fehlen. Der Name Hesperosaurus bedeutet „westliche Echse“ (aus dem altgriechischen ἑσπερο-/hespero- „abendlich, westlich“ und σαῦρος/sauros „Echse“). Die Autoren benannten die Gattung nach dem Fundort im Westen der USA. Die einzige Art und damit Typusart ist H. mjosi. Der Artzusatz ehrt Ronald G. Mjos, verantwortlich für das Sammeln der Fossilien und die Skelettrekonstruktion der neuen Art. Die Funde werden in den frühen Oberjura (Oxfordium) datiert.
Hesperosaurus ist nach Stegosaurus die zweite aus Nordamerika bekannte Stegosauriergattung.

## Systematik
Hesperosaurus gilt als eher urtümlicher Vertreter der Stegosauria. Phylogenetisch wird die Gattung als ein basaler Vertreter der Stegosaurinae, der höher entwickelten Stegosauria, eingeordnet (siehe Systematik der Stegosauria). Die Gültigkeit als eigenständige Gattung wird von einigen Paläontologen bestritten, da die einzige Art H. mjosi große Ähnlichkeit mit Stegosaurus zeigt. Demgegenüber weist Paul 2016 auf die Unterschiede in der Schädelanatomie hin, die eine von Stegosaurus getrennte Gattung erforderlich machten.